# Otto Lous Mohr

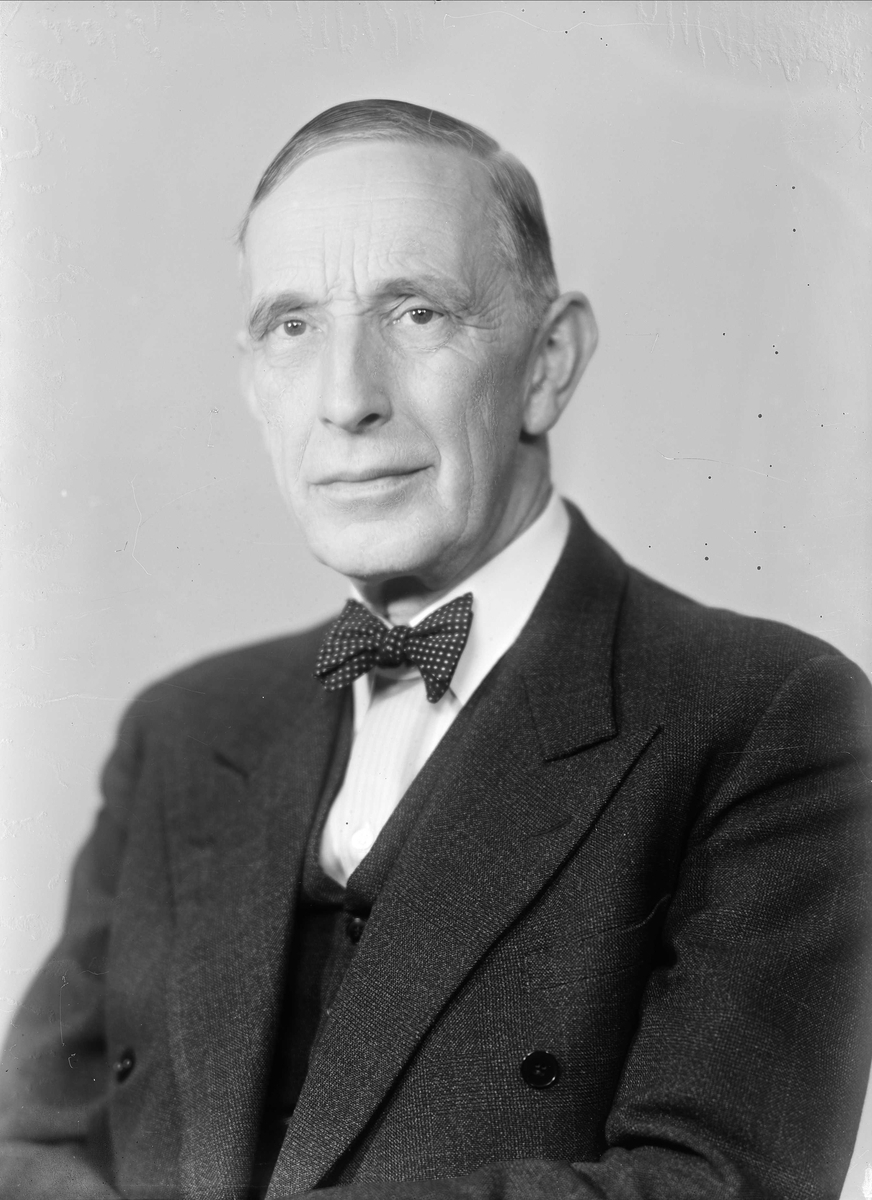
Otto Lous Mohr, ca. 1946.

Otto Lous Mohr (* 8. März 1886 in Mandal, Vest-Agder, Sørlandet; † 23. Juni 1967 in Fredrikstad, Østfold, Norwegen) war ein norwegischer Genetiker und Forschungspolitiker. Er führte 1915 die moderne Vererbungsforschung in Norwegen ein und war bis zu seiner Verhaftung durch die Nationalsozialisten im September 1941 während der deutschen Besatzung der führende Forscher des Landes sowohl in der Grundlagenforschung als auch in der angewandten Genetik. Nach seiner Befreiung aus dem Konzentrationslager Grini war er als Rektor der Universität Oslo ab 1946 Mitinitiator des Norwegischen Wissenschaftlichen Forschungsrats (NAVF) zur Finanzierung von Grundlagenforschung.

## Leben
Mohr wuchs mit seinen Eltern, Pfarrer Olaf Eugen Mohr (1856–1933) und Jeanette Lous (1860–1942), sowie seinem Bruder, dem Maler Hugo Lous Mohr (1889–1970), in Mandal auf. Nach dem Medizinstudium in Stavanger zog er 1912 nach Brüssel, um bei Jean Brachet Zellwissenschaft und Embryologie zu studieren. Die zytologischen Untersuchungen von Chromosomen wurden zum Schwerpunkt von Mohrs früher Forschungsarbeit. Am 9. Juni 1914 heiratete Mohr in Fredrikstad die Ärztin Tove Kathrine Møller (1891–1981), die älteste Tochter des Gutsbesitzers Kai Møller und der Frauenrechtlerin Katti Anker Møller.

## Wissenschaftliche Arbeit
Nach der Dissertation in Drøbak wechselte er an die Columbia University in New York City, wo er am Institut von Thomas Hunt Morgan durch Kreuzungsversuche mit der Taufliege Drosophila melanogaster seine genetischen Forschungen weiter vertiefte. Zurück in Norwegen wurde Mohr 1918 Professor am anatomischen Institut der Königlichen Friedrichs-Universität Christiania und publizierte seine Forschungsergebnisse zu Chromosomenveränderungen an Drosophila Melanogaster. Neben weiteren Arbeiten an Taufliegen zur Mutation untersuchte er in den 1920er Jahren in Zusammenarbeit mit Medizinern, Zoologen und Agrarwissenschaftlern auch die erblichen Eigenschaften von Menschen und Nutztieren.

## Opfer des Nationalsozialistischen Terrors
Da er sich mit seinen Schriften an der öffentlichen Diskussion zu gesellschaftlichen Themen beteiligte, wurde Mohr als Opponent von Jon Alfred Hansen Mjøen und Gegner von Ideologien wie Antisemitismus und Eugenik während der deutschen Besatzung Norwegens im Konzentrationslager Grini Opfer des Nationalsozialistischen Terrors. Er wurde am 11. September 1941 gemeinsam mit Didrik Arup Seip, Anton Wilhelm Brøgger und Johan Schreiner verhaftet. Nach sechs Monaten Grini wurde er in Fredrikstad unter Hausarrest gestellt.

## Rektor der Universität Oslo
Nach der Befreiung von den Deutschen wurde Mohr im Herbst 1945 zum Rektor der Universität Oslo gewählt. Von 1946 bis 1951 war er in diesem Amt maßgeblich für die weitere Entwicklung der norwegischen Forschungslandschaft verantwortlich.

## Ehrungen
- Fridtjof Nansen Preis für exzellente Forschung auf dem Gebiet der Erbkrankheit (1930)[6]
- Gunnerus-Medaille der Königlich Norwegischen Wissenschaftlichen Gesellschaft (1957)[7]